# Irisväxter
Irisväxter (Iridaceae), kallas ibland även svärdsliljeväxter, är en familj av enhjärtbladiga växter med ett nittiotal släkten med omkring 1 800 arter. Bland irisväxterna finns flera välkända trädgårds- och prydnadsväxter, till exempel arter och hybrider i gladiolsläktet och irissläktet.
Irisväxterna finns över hela världen. Det största antalet arter finns i tropiska delar av Afrika och framför allt i Sydafrika. I Sverige finns endast irissläktet (Iris) vildväxande, men arter ur gräsliljesläktet (Sisyrinchium) och krokussläktet (Crocus) hittas förvildade.
Växterna är fleråriga örter med lökar eller rhizomer. Bladen är vanligen gräslika med ett skarpt mittveck.
I äldre klassificeringssystem var irisväxterna placerade i ordningen Liliales, men nyare system såsom Angiosperm Phylogeny Group placerar dem i Asparagales.